# França nos Jogos Olímpicos de Inverno de 1968
A França foi o país-sede dos Jogos Olímpicos de Inverno de 1968 em Chamonix. Foi a segunda vez que o país sediou os Jogos Olímpicos de Inverno e a quarta em que sediou Jogos Olímpicos.
A Equipe francesa conquistou 9 medalhas (4 de ouro, 3 de prata e 2 de bronze) ficando em terceiro lugar no quadro de medalhas.

## Lista de medalhas francesas

### Medalhas de ouro
| Esporte             | Modalidade         | Atleta             | Performance |
| Medalhas de ouro: 4 |                    |                    |             |
| Esqui alpino        | Slalom (F)         | Marielle Goitschel |             |
| Esqui alpino        | Slalom (M)         | Jean-Claude Killy  |             |
| Esqui alpino        | Slalom gigante (M) | Jean-Claude Killy  |             |
| Esqui alpino        | Descente (M)       | Jean-Claude Killy  |             |

### Medalhas de prata
| Esporte              | Modalidade        | Atleta       | Performance |
| Medalhas de prata: 3 |                   |              |             |
| Esqui alpino         | Slalom gigante(F) | Annie Famose |             |
| Esqui alpino         | Descente (F)      | Isabelle Mir |             |
| Esqui alpino         | Descente (M)      | Guy Périllat |             |

### Medalhas de bronze
| Esporte               | Modalidade | Atleta       | Performance |
| Medalhas de bronze: 2 |            |              |             |
| Patinação artística   | Masculino  | Patrick Pera |             |
| Esqui alpino          | Slalom (F) | Annie Famose |             |